# جون ماكويد (سياسي)
جون ماكويد (بالإنجليزية: John McQuade)‏ هو سياسي بريطاني (وحمل سابقاً جنسية المملكة المتحدة لبريطانيا العظمى وأيرلندا)، ولد في 9 أغسطس 1911، وتوفي في 19 نوفمبر 1984. حزبياً، نشط في الحزب الديمقراطي الاتحادي. وقد انتخب عضو برلمان أيرلندا الشمالية وفي الانتخابات البرلمانية في أيرلندا الشمالية 1973 ‏، انتخب عضو برلمان أيرلندا الشمالية 1973-1974 وقد انضم خلال فترته النيابية ‏ للكتلة البرلمانية الحزب الديمقراطي الاتحادي وفي الانتخابات العامة للمملكة المتحدة 1979 ‏، انتخب عضو البرلمان الثامن والأربعون للمملكة المتحدة عن دائرة بلفاست الشمالية خلال فترته النيابية ‏ (3 مايو 1979 – 13 مايو 1983).